# أودورن
أودورن هي قرية هولندية بمقاطعة درينته. وهي جزء من بلدية بورخر- أودورن، وهي تقع على بعد 9 كم شمال بلدية إيمين.